# Школа практичного землеробства
Школа практичного землеробства в Миколаєві - перша у східній Європі.  
25 квітня 1790 року її відкрив для селян-переселенців у с. Богоявленське професор  Михайло Георгійович (Єгорович) Ліванов. До 1797 р. включно він її очолював та викладав там теорію ведення землеробства. Чотири ад’юнкти (викладачі) закладу: С. Гребницький, Г. Козлов, І. Степанкевич та І. Судаков - забезпечували закріплення знань в учнів на практиці. До того, як почати викладати на Миколаївщині, викладачі пройшли стажування в Англії, де набули досвіду з розведення племінних коней та овець.
Для цього, з-поміж іншого, було закладено спеціальне зразкове господарство (економія) або показове дослідне поле, а також парк, аптекарський і фруктовий сади. У них висаджували різноманітні породи дерев з різних країн світу для акліматизації та наступного розведення.
Для розведення садів до Миколаєва та Богоявленська (до 1789 р. - Вітовка) завезли 13 450 дерев і кущів різних плодових культур з Єлисаветграда та Новомиргорода.
У цій сільськогосподарській школі проводилася і відповідна дослідницька агрономічна робота переважно демонстраційного характеру. Для цього було придбано новітні плуги, борони й інший інвентар. Через посадки лісу досягався найвизначніший результат у боротьбі з численними посухами, яких лише у XVIII ст. відбулося 34. Згодом такий підхід боротьби з вітровою ерозією знайшов широке втілення в Америці через українських переселенців.
Усі свої доробки як минулі, так і нові,  й особливо - розкриття процесів і джерел живлення рослин, в яких ґрунт є основним або головним фактором, увійшли до останньої фундаментальної праці М. Г. Ліванова «Про землеробство, скотарство і птахівництво», що вийшла друком у 1799 р. у миколаївській друкарні Чорноморського штурманського училища обсягом 300 сторінок. Вона стала одним із перших у країні практичних порадників із питань ґрунтознавства та землеробства.
23 травня 2017 року, біля головного корпусу Миколаївського національного аграрного університету відбулося відкриття пам'ятного знака М. Г. Ліванову.

## Твори
- Ливанов М.«Наставление к употребительному и делопроизводному земледелию» (СПб., 1786, дві частини) (рос. дореф.),
- Ливанов М. «Руководство к разведению и поправлению домашнего скота» (СПб., 1794) (рос. дореф.),
- Лисванов М. «О земледелии, скотоводстве и птицеводстве» (Николаев, 1799) (Перевидання 1999 р., Миколаїв: Миколаївський національний аграрний університет).